# 甲酸甲酯
甲酸甲酯是一種甲酸酯，结构式為HC(O)OCH3，示性式為HCOOCH3。

## 性质
甲酸甲酯為无色有香味的易挥发液体。和乙醇混溶，溶于甲醇、乙醚。易水解，潮湿空气中的水分也能使其发生水解。对呼吸道、眼、鼻有较强的刺激作用，可引起胸部压迫感、呼吸困难。

## 制备
1、甲酸与甲醇在氯化钙存在下进行酯化，再用无水碳酸钠进行干燥，经过滤得甲酸甲酯成品。
{\displaystyle {\rm {HCOOH+CH_{3}OH\xrightarrow {CaCl_{2}} HCOOCH_{3}+H_{2}O}}}
2、铱配合物催化下，向三氟化硼的甲醇溶液中通入二氧化碳和氢气，於100°C、5.88MPa下反应得到甲酸甲酯。
3、在强碱作用下，甲醇和一氧化碳反应生成甲酸甲酯：
CH3OH + CO → HCOOCH3

## 用途
用作醋酸纤维素和硝酸纤维素的溶剂，医药中间体和熏蒸杀菌剂。

## 事故
2021年6月，贵州省贵阳市经开区发生甲酸甲酯泄漏，造成8人死亡。